# Линд, Джеймс
Джеймс Линд (англ. James Lind, 4 октября 1716, Эдинбург — 13 июля 1794, Госпорт, Гэмпшир) — врач британского флота. В то время (1753 год) моряки очень часто умирали в экспедициях из-за цинги. Он доказал, что лимоны и апельсины предотвращают цингу. Благодаря открытию на его корабле никто не умер от цинги, что было большим успехом.

## Биография
Линд родился в Эдинбурге, Шотландия, в 1716 году в семье купцов, воспитывался вместе со старшей сестрой. Образование получил в средней школе Эдинбурга.
С 1731 года, как ученик доктора Джорджа Лэнглэндса, начал заниматься медициной. С 1739 года служил в военно-морском флоте на Средиземном море, а с 1747 — на судне Salisbury во флоте Канала. Во время патрулирования в Бискайском заливе он провёл свой первый эксперимент по профилактике цинги, после этого он покидает службу во флоте и приступает к научной деятельности: пишет докторскую диссертацию по венерическим заболеваниям и получает лицензию на практику в Эдинбурге, Шотландия.

## Опыты и работы

### Профилактика и лечение цинги
Цинга — заболевание, вызванное критическим недостатком витамина C.
В 1747 году корабль, на котором служил Линд, патрулировал Атлантический океан в районе Бискайского залива. Через некоторое время среди матросов началась цинга, и он поставил эксперимент, в котором нашёл средство для её лечения.
Согласно господствовавшему представлению, Линд предполагал, что возникновение цинги обусловлено гниением тканей, и что в лечении могут помочь кислоты, поэтому он добавлял кислое вещество морякам, которые страдали цингой, в еду. Линд разделил 12 матросов на шесть групп по два человека. Все они питались одинаково, только первая группа получала кварту сидра ежедневно, другая получала двадцать пять капель купороса, третья — шесть ложек уксуса в день, четвёртая — половину пинты морской воды, пятая — два апельсина и лимон, шестая — пряную пасту или напиток из ячменной воды. Лечение пятой группы закончилось через шесть дней, когда кончились фрукты, но к этому времени они почти полностью выздоровели. Эффект лечения продемонстрировала также первая группа.
В 1753 году Линд опубликовал «Трактат о цинге», в которой на основе своих исследований изложил всё, что он знал о заболевании от других авторов, описал свои эксперименты, основанный на них метод профилактики и лечения, а также собственные рассуждения о причинах заболевания.
Идеи Линда не встретили поддержку, поскольку противоречили убеждениям высокопоставленных влиятельных докторов. В результате во время вскоре последовавших войн от цинги погибло больше британских моряков, чем от боевых действий.